# چاه دادرحیم
چاه دادرحیم یا بگومزدان روستایی در دهستان پیشین بخش پیشین شهرستان راسک استان سیستان و بلوچستان ایران است.

## جمعیت
بر پایه سرشماری عمومی نفوس و مسکن در سال ۱۳۹۵ جمعیت این روستا ۸۹ نفر (۲۲خانوار) بوده‌است.